# Encyklopedia kina
Encyklopedia kina – polska encyklopedia specjalistyczna poświęcona kinematografii światowej pod redakcją profesora Tadeusza Lubelskiego przez wydawnictwo Biały Kruk.

## Historia
Zawiera ponad 5000 haseł dotyczących zagadnień filmu, wyłączając same filmy. Nie skupia się na kinematografii amerykańskiej, oferując równorzędny przegląd zagadnień kina europejskiego i światowego.
Po raz pierwszy ukazała się w 2003 roku. 
W 2010 roku wydano wersję II poprawioną, zawierającą uaktualnienia wydarzeń z okresu 2003–2010. Wydanie to liczy 1104 stron (ISBN 978-83-7553-100-8); autorem grafiki jest Leszek Sosnowski. 
Trzon autorów stanowią naukowcy Uniwersytetu Jagiellońskiego. Jej redaktorami są m.in. Piotr Kletowski, Iwona Sowińska i Krzysztof Loska, Andrzej Gwóźdż, Tadeusz Szczepański, Jerzy Armata i Juliusz Lubelski.

## Zawartość
- 5250 haseł osobowych i rzeczowych uwzględniających
- sylwetki ponad 2000 reżyserów,
- sylwetki ponad 2000 aktorów i
- sylwetki 675 innych twórców filmu
- 520 kierunków, rzeczy, pojęć i zjawisk filmowych
- 63 monografie kinematografii narodowej
- 2300 ilustracji i tabel

## Przyjęcie
Encyklopedia spotkała się z pozytywnym przyjęciem środowiska i czytelników, porównuje się ją do wydawnictw The Film Encyklopedia i The Larousse Encyclopedia of Cinema.